# Michajlovův ostrov
Michajlovův ostrov se nachází v Západním šelfovém ledovci u východního pobřeží Antarktidy. Dosahuje výšky 240 m nad mořem a jeho povrch je zcela pokrytý ledem. Byl objeven sovětskou expedicí v roce 1956 a pojmenován po Pavlu Nikolajeviči Michajlovovi (Павел Николаевич Михайлов), malíři a kreslíři, účastníkovi Bellingshausenovy expedice k jižnímu polárnímu kruhu v letech  1819–1821.